# Match des Étoiles de la Ligue majeure de baseball 2005
Le match des Étoiles de la Ligue majeure de baseball 2005 (2005 MLB All-Star Game) est la 76e édition de cette opposition entre les meilleurs joueurs de la Ligue américaine et de la Ligue nationale, les deux composantes de la MLB.
Le match s'est tenu le 12 juillet 2005 au Comerica Park, antre des Tigers de Détroit.

## Home Run Derby

Logo Home Run Derby 2005

| Comerica Park, Detroit -- N.L. 66, A.L. 42 | Comerica Park, Detroit -- N.L. 66, A.L. 42 | Comerica Park, Detroit -- N.L. 66, A.L. 42 | Comerica Park, Detroit -- N.L. 66, A.L. 42 | Comerica Park, Detroit -- N.L. 66, A.L. 42 | Comerica Park, Detroit -- N.L. 66, A.L. 42 |
| Joueur                                     | Équipe                                     | Round 1                                    | Semis                                      | Finals                                     | Totals                                     |
| ------------------------------------------ | ------------------------------------------ | ------------------------------------------ | ------------------------------------------ | ------------------------------------------ | ------------------------------------------ |
| Bobby Abreu                                | Philadelphia                               | 24                                         | 6                                          | 11                                         | 41                                         |
| Iván Rodríguez                             | Detroit                                    | 7                                          | 8                                          | 5                                          | 20                                         |
| Carlos Lee                                 | Milwaukee                                  | 11                                         | 4                                          | –                                          | 15                                         |
| David Ortiz                                | Boston                                     | 17                                         | 3                                          | –                                          | 20                                         |
| Hee-Seop Choi                              | Los Angeles (N)                            | 5                                          | –                                          | –                                          | 5                                          |
| Andruw Jones                               | Atlanta                                    | 5                                          | –                                          | –                                          | 5                                          |
| Mark Teixeira                              | Texas                                      | 2                                          | –                                          | –                                          | 2                                          |
| Jason Bay                                  | Pittsburgh                                 | 0                                          | –                                          | –                                          | 0                                          |